# D'une vie à l'autre (téléfilm, 2009)
Pour les articles homonymes, voir D'une vie à l'autre.
D'une vie à l'autre (Living Out Loud) est un téléfilm américain réalisé par Anne Wheeler et diffusé le 2 mai 2009 sur Hallmark Channel.

## Synopsis
Emily Marshall avait des aspirations et le talent pour être compositeur-interprète, mais elle a décidé d'épouser son mari.

## Fiche technique
- Titre original : Living Out Loud
- Réalisation : Anne Wheeler
- Scénario : Pamela Wallace
- Photographie : David Frazee (en)
- Musique : Graeme Coleman
- Pays :  États-Unis
- Durée : 90 minutes

## Distribution
- Gail O'Grady (VF : Anne Jolivet) : Emily Marshall
- Michael Shanks (VF : Guillaume Orsat) : Brad Marshall
- Jessica Amlee (VF : Marie Diot) : Melissa Marshall
- Alex Ferris (VF : David Trouffier) : Ben Marshall
- Babz Chula (en) (VF : Marie Vincent) : Connie
- Patrick Gilmore : Gars bourré au karaoké
- Eve Harlow (VF : Lily Rubens) : Jenny Skinner
- Tom McBeath : Technicien à l'échographie
- Kelly-Ruth Mercier : Révérend
- Carrie Ruscheinsky et Elizabeth Thai : Chanteuses de karaoké
- Brittany Tiplady : Nicole
- Vanesa Tomasino : Infirmière à la chimiothérapie
- Matt Ward : J.T. Deavers
- Ashley Whillans : Courtney
- Calum Worthy : Henry

 Source et légende : version française (VF) sur RS Doublage et selon le carton du doublage français télévisuel.